# Virtuální sex
Virtuálním sexem nazýváme spojení dvou nebo více lidí nějakou formou komunikačního zařízení pro vzájemné sexuální vzrušení posíláním sexuálně explicitních zpráv. Bez ohledu na typ komunikačního zařízení se tento jev nazývá „virtuální sex“ nebo též hot chat (žhavý pokec).
- Počítačový sex (cybersex) je virtuální sex přes internet, např. IRC, e-mail, instant messaging, chat, RPG hry atd.
- Sex po telefonu je virtuální sex přes telefon. Lidé též zkoušejí virtuální sex přes zprávy SMS a MMS. Rozšíření mobilů se zabudovaným digitálním fotoaparátem přineslo do těchto aktivit novou dimenzi.

Růst internetové konektivity, dostupnost širokopásmového připojení a rozmach webových kamer měl též důsledky pro nadšence virtuálního sexu. V těchto aktivitách se stává obvyklým výměna fotografií nebo videa.
Sociologové přirovnávají virtuální sex k hraní si na kyborga (fiktivní postava člověk-robot), protože přirozená lidská aktivita (sexuální styk) je zprostředkována technologií. Proto se v určitém smyslu technologie stává částí osobní identity.
Virtuální sex je relativně nový jev, i když existují historky o telegrafních operátorech vyměňujících si sexuálně explicitní zprávy z konce 19. století.

## Hardware pro vzdálený sex
Jedná se o umělou vaginu či penis, se zabudovanými senzory pohybu, vibračními motorky a elektronikou pro připojení k Internetu. Každý partner aplikuje na své tělo jedno zařízení a pak oba provozují vzdálený sex. Pohybová data z jednoho čidla se přes Internet přenáší v reálném čase na druhé zařízení, které tyto pohyby vykonává, a naopak. V kombinaci s přenášeným obrazem a zvukem mezi partnery vzniká intenzivnější prožitek. Zařízení se vyrábí například pod komerčním označením LovePalz.